# Duportella renispora
Duportella renispora är en svampart som beskrevs av Boidin, Lanq. & Gilles 1991. Duportella renispora ingår i släktet Duportella och familjen Peniophoraceae.   Inga underarter finns listade i Catalogue of Life.